# Rosmarie Bernasconi
Rosmarie Bernasconi (* 1. September 1954 in Glarus) ist eine Schweizer Schriftstellerin, Buchhändlerin und Verlegerin.

## Leben
Bernasconi wuchs in Linthal auf. Sie absolvierte die Lehre als Radio-TV-Verkäuferin in Niederurnen und bildete sich weiter zur Detailhandelskauffrau.
Ab 1989 bildete sie sich zur Astrologin weiter; seither bietet sie astrologische Beratungen an.
1990 zog sie von Zürich nach Bern. 1996 gründete sie den Astrosmarie-Verlag als Eigenverlag. 2002 wurde aus dem Astrosmarie-Verlag der Verlag Einfach Lesen. 2006 eröffnete sie in der Berner Matte den Buchladen Einfach Lesen. Sie publiziert auch den jährlich erscheinenden Mattegucker, die Quartierzeitschrift der Berner Matte. Bernasconi ist mit dem Steuerexperten und Autoren Peter Maibach verheiratet.

## Werke
- Der gebeichtete Apfel. Astrosmarie Verlag, Bern 1998, ISBN 3-9521399-0-4.
- Der getaufte Pfarrer. Astrosmarie Verlag, Bern 1999, ISBN 3-9521399-2-0.
- Das Jahrhunderthochwasser 1999. Die Berner Matte real und im Internet. Astrosmarie Verlag, Bern 1999, ISBN 3-9521399-8-X.
- Der weisse Elefant. Quartiergeschichten aus der Berner Matte. Verlag Einfach Lesen, Bern 2005, ISBN 3-9523399-9-7.
- Sieben Berge. Verlag Einfach Lesen, Bern 2011, ISBN 978-3-9523718-1-7.
- Buchpremieren. Geschichten und Anekdoten. Verlag Einfach Lesen, Bern 2021, ISBN 978-3-906860-48-0.